# Lila Abu-Lughod
Pour les articles homonymes, voir Abu-Lughod.
Lila Abu-Lughod (née en 1952) est une anthropologue palestino-américaine spécialiste du monde arabe. Elle est l'auteure de plusieurs ouvrages qui traitent du genre, de la poésie, des médias et du nationalisme.  Elle est professeur de sciences sociales dans le Département d'anthropologie de l'université Columbia de New York. 

## Milieu familial et formation
Lila Abu-Lughod est la fille du sociologue palestinien Ibrahim Abu-Lughod et de la sociologue américaine Janet Abu-Lughod, née Lippman. 
Elle est diplômée du Carleton College en 1974 et obtient son doctorat à l'université Harvard en 1984.

## Carrière
Abu-Lughod a été chercheuse à l'Institute for Advanced Study, avec Judith Butler, Evelyn Fox Keller et Donna Haraway. Elle a également enseigné à l'université de New York, où elle a participé à un projet destiné à promouvoir une approche plus internationale des études féminines, projet financé par la Fondation Ford.
Abu-Lughod siège aux comités de rédaction de plusieurs revues académiques, dont Signs: Journal of Women in Culture and Society  et Diaspora: A Journal of Transnational Studies.

## Thèmes de recherche
Lila Abu-Lughod mène ses recherches principalement en Égypte ; elle s'intéresse au genre et aux droits des femmes au Moyen-Orient, et aux intersections de la culture et du pouvoir.

### Femmes bédouines en Égypte
Entre la fin des années 1970 et le milieu des années 1980, alors qu'elle est étudiante, Abu-Lughod passe près de deux ans dans la tribu bédouine de Awlad 'Ali en Égypte, auprès de la famille du chef de la communauté. Ses deux premiers livres, Veiled Sentiments: Honor and Poetry in a Bedouin Society (Sentiments voilés: honneur et poésie dans une société bédouine) et Writing Women's Worlds (Écrire les univers féminins) sont fondés sur ce travail de terrain, et particulièrement sur son expérience de vie commune avec les femmes bédouines. Elle s'intéresse aux stratégies de résistance que les femmes opposent au pouvoir patriarcal (refus du mariage arrangé, improvisation poétique). Elle analyse la manière dont la ghinnawa (en), chanson poétique qu'elle compare au haïku et au blues, représente les relations entre les femmes et les hommes. Abu-Lughod a dit qu'elle a été influencée dans son travail par un groupe de recherche  auquel participaient Catharine A. MacKinnon, Adrienne Rich et Wendy Brown du Williams College, et qui a contribué à sa formation dans le domaine des études féministes.

### Discours occidental sur les femmes musulmanes
Son livre publié en 2013, Do Muslim Women Need Saving? (Les Femmes musulmanes ont-elles besoin d'être sauvées ?) étudie l'image des femmes musulmanes dans les sociétés occidentales ; il est fondé sur son article publié en 2002 portant le même titre, paru dans American Anthropologist. Le texte examine les discours tenus dans les médias après le 11 septembre 2001 sur le Moyen-Orient, l'islam. Abu-Lughod rassemble des exemples du récit occidental sur les femmes musulmanes "maltraitées" qui auraient besoin d'être sauvées, et explique comment ce discours sur le devoir de "secourir" ces femmes perpétue les stéréotypes racistes représentant les sociétés musulmanes comme barbares. Lila Abu-Lughod explique en outre que le récit du "sauvetage" des femmes musulmanes, instrumentalisé, a servi à justifier les interventions militaires dans des pays musulmans. Elle sonde les motivations des féministes qui estiment que les femmes musulmanes doivent être sauvées des talibans, alors même qu'elles soutiennent des injustices structurelles qui se produisent dans leur propre pays. Lila Abu-Ghod affirme que les femmes musulmanes, comme les femmes d'autres confessions et origines, doivent être considérées dans leur contexte historique, social et idéologique. Son livre suggère que la religion n'est pas le principal facteur d'inégalité entre les différents pays, les causes les plus importantes étant, selon elle, la pauvreté et les abus gouvernementaux associés aux tensions mondiales. 

### Critique de la notion de culture
Lila Abu-Lughod  voit dans la notion de culture une totalité dans laquelle on enferme l'Autre pour le simplifier et le réduire. Elle privilégie une « ethnographie du particulier » centrée sur les vies individuelles, propre à rendre compte de situations spécifiques dans leur diversité. 
Lila Abu-Lughod rappelle (en 1991) que l'anthropologie tend depuis ses débuts à établir une séparation entre soi-même et l'autre, entre les savants occidentaux et les sujets étudiés non-occidentaux. «Dans la dichotomie de soi et de l'autre, Lila Abu-Lughod décèle l'action discrète du concept d'une « culture » pensée comme identifiable, cohérente et séparée de la nôtre», écrit Arturo Escobar. Ainsi selon elle la « culture » présentée comme statique a été un moyen de fabriquer de l'autre, de hiérarchiser les différences entre les groupes. Elle appelle à abandonner ce concept en « écrivant contre la culture », à porter attention aux similitudes, aux connexions, et non pas seulement aux différences, pour défaire les totalités culturelles abusivement constituées. 
Sa pratique d'une « ethnographie du particulier » vise à remplacer la notion d'une culture prétendument homogène par celle d'une « constitution historique des sujets à travers des discours et des pratiques ».
Lila Abu-Lughod s'inscrit dans le courant des études postcoloniales, subalternes, et féministes,,. Selon Andrew Shryock, anthropologue spécialiste du monde arabe, Lila Abu-Lughod écrit principalement contre « le discours androcentrique et agonistique » qui oppose Orient et Occident, et qui « rend une grande partie de la vie intellectuelle et politique au Moyen-Orient immédiatement inintelligible ». Les travaux de L. Abu-Lughod ont pu être rapprochés de ceux d'Edward Saïd, auteur de L'Orientalisme.

### Anthropologie féministe
Anthropologue féministe, Lila Abu-Lughod souligne la tension entre la position engagée du féminisme, et celle plus neutre et scientifique de l'anthropologie. Elle évoque l'inconfort de sa position d'anthropologue qui étudie des groupes particuliers, non-occidentaux, et qui doit concilier son travail sur le monde arabe avec le discours universaliste — largement occidental — du féminisme.
S'il n'est pas question pour Lila Abu-Lughod de considérer que le féminisme est non-transposable hors de l'Occident, il faut selon elle reconnaître que les projets féministes sont des formations historiquement spécifiques, qu'ils doivent être analysés et situés. Il faut aussi, selon elle, accorder une attention particulière aux vies des femmes de pays non-occidentaux pour remettre en question les institutions qui les oppriment. Ainsi, L. Abu-Lughod s'est montrée critique à l'égard d'ONG féministes musulmanes telles que Musawah (à Kuala Lumpur) et Women Living under Muslim Laws (à Londres), parce qu'il s'agit pour elle d'un féminisme « d'élites musulmanes éduquées, cosmopolites et de la classe moyenne, qui ne résonne pas avec les expériences vécues, les imaginaires moraux et les discours musulmans ». 
L. Abu-Lughod appelle de ses vœux une approche anthropologique qui retrace les vies des femmes en évitant une posture morale au sujet des droits des femmes.

## Récompenses et honneurs
En 2001, Abu-Lughod a prononcé la conférence Lewis Henry Morgan à l'université de Rochester, considérée par beaucoup comme la plus importante série de conférences annuelles dans le domaine de l'anthropologie. 
Un article de son ouvrage Veiled Sentiments a reçu le prix Stirling qui récompense les contributions à l'anthropologie psychologique. Writing Women's Worlds a reçu le prix Victor Turner. Le Carleton College a décerné à Lila Abu-Lughod un doctorat honorifique en 2006.
Abu-Lughod  a été nommée Carnegie Scholar en 2007 pour faire des recherches sur le sujet suivant : « Les femmes musulmanes ont-elles des droits? L'éthique et la politique des droits des femmes musulmanes dans un champ international ». Elle a obtenu des bourses de recherche du National Endowment for the Humanities, de la Fondation Guggenheim, de Fulbright et de la Fondation Mellon, notamment.

## Liste sélective de publications
Ouvrages
- Writing Women's Worlds: Bedouin Stories (University of California Press 1993) (ISBN 978-0-520-08304-2)
- Remaking Women: Feminism and Modernity in the Middle East (à la direction, Princeton University Press 1998) (ISBN 978-0-691-05792-7)
- Veiled Sentiments: Honor and Poetry in a Bedouin Society  (University of California Press 2000) (ISBN 978-0-520-22473-5)
- Media Worlds: Anthropology on New Terrain (à la direction, University of California Press 2002) (ISBN 978-0-520-23231-0)
- Dramas of Nationhood: The Politics of Television in Egypt (University of Chicago Press 2004) (ISBN 978-0-226-00197-5)
- Local Contexts of Islamism in Popular Medias (Amsterdam University Press 2007) (ISBN 978-90-5356-824-8)
- Nakba: Palestine, 1948, and the Claims of Memory avec Ahmad H. Sa'di (en), (Columbia University Press 2007) (ISBN 978-0-231-13578-8)
- Do Muslim Women Need Saving?  (Harvard University Press 2013) (ISBN 978-0-674-72516-4)

Articles traduits en français
- « Écrire contre la culture. Réflexions à partir d’une anthropologie de l’entre-deux » lire en ligne, traduction en français Carole Gayet-Viaud de : Lila Abu-Lughod, 1991. « Writing Against Culture », in R. FOX (dir.), Recapturing Anthropology : Working in the Present. Santa Fe, School of American Research Press : 137-162.
- « L'illusion romantique de la résistance : sur les traces des transformations du pouvoir chez lesfemmes bédouines », Tumultes, 2006/2 no 27, p. 9-35, lire en ligne

Articles en anglais
- “Can there be a feminist ethnography?”, Women and Performance: A Journal of Feminist Theory, 5(1), 1990, p. 7-27
- «Orientalism and Middle East Feminist Studies», Feminist Studies, (27)1, 101-113
- «Introduction. Feminist Longings and Postcolonial Conditions», in Remaking Women, p. 1–32, lire en ligne

## Vie privée
Lila Abu-Lughod  est mariée au professeur de science politique Timothy Mitchell . Elle est favorable au mouvement Boycott Désinvestissement Sanctions. Elle vit a Paris[réf. nécessaire]